# (24755) 1992 UQ6
(24755) 1992 UQ6 est un astéroïde de la ceinture principale d'astéroïdes découvert en 1992.

## Description
(24755) 1992 UQ6 a été découvert le 28 octobre 1992 à Kushiro (Japon) par Seiji Ueda et Hiroshi Kaneda.

### Caractéristiques orbitales
L'orbite de cet astéroïde est caractérisée par un demi-grand axe de 2,30 UA, un périhélie de 1,88 UA, une excentricité de 0,18 et une inclinaison de 6,46° par rapport à l'écliptique. Du fait de ces caractéristiques, à savoir un demi-grand axe compris entre 2 et 3,2 UA et un périhélie supérieur à 1,666 UA, il est classé, selon la JPL Small-Body Database, comme objet de la ceinture principale d'astéroïdes.

### Caractéristiques physiques
(24755) 1992 UQ6 a une magnitude absolue (H) de 14,5 et un albédo estimé à 0,086.